# Kanadas Grand Prix 1981
Kanadas Grand Prix 1981 var det fjortonde av 15 lopp ingående i formel 1-VM 1981.  

## Resultat
1. Jacques Laffite, Ligier-Matra, 9 poäng
2. John Watson, McLaren-Ford, 6
3. Gilles Villeneuve, Ferrari, 4
4. Bruno Giacomelli, Alfa Romeo, 3
5. Nelson Piquet, Brabham-Ford, 2
6. Elio de Angelis, Lotus-Ford, 1
7. Mario Andretti, Alfa Romeo
8. Derek Daly, March-Ford
9. Marc Surer, Theodore-Ford
10. Carlos Reutemann, Williams-Ford
11. Michele Alboreto, Tyrrell-Ford
12. Eddie Cheever, Tyrrell-Ford (varv 56, motor)

### Förare som bröt loppet
- Andrea de Cesaris, McLaren-Ford (varv 51, snurrade av)
- Alain Prost, Renault (48, kollision)
- Nigel Mansell, Lotus-Ford (45, kollision)
- Tommy Borgudd, ATS-Ford (40, snurrade av)
- Hector Rebaque, Brabham-Ford (35, snurrade av)
- Jean-Pierre Jarier, Osella-Ford (26, kollision)
- Alan Jones, Williams-Ford (24, hantering)
- Didier Pironi, Ferrari (24, tändning)
- Eliseo Salazar, Ensign-Ford (8, snurrade av)
- Patrick Tambay, Ligier-Matra (6, snurrade av)
- Riccardo Patrese, Arrows-Ford (6, snurrade av)
- René Arnoux, Renault (0, kollision)

### Förare som ej kvalificerade sig
- Keke Rosberg, Fittipaldi-Ford
- Chico Serra, Fittipaldi-Ford
- Brian Henton, Toleman-Hart
- Jacques Villeneuve Sr, Arrows-Ford
- Derek Warwick, Toleman-Hart
- Beppe Gabbiani, Osella-Ford